# Don Lusher
Gordon Douglas „Don“ Lusher OBE (* 6. November 1923 in Peterborough; † 5. Juli 2006 in Cheam) war ein britischer Jazzposaunist, der einer der bekanntesten Posaunisten Großbritanniens war; auch war er zweimal Präsident der British Trombone Society.

## Leben und Wirken
Lusher begann nach dem Vorbild seines Vaters und Großvaters mit sechs Jahren mit dem Posaunenspiel und spielte bald im örtlichen Orchester der Heilsarmee. Nach Ableistung des Militärdienstes spielte er nach dem Ende des Zweiten Weltkrieges zunächst in den Bands von Joe Daniels und Lou Preager, dessen Sängerin Eileen Orchard er heiratete. Dann arbeitete er bei Maurice Winnick, The Squadronaires und 1951 bei Geraldos Gentlemen. 1952 wurde er Mitglied der Bigband von Ted Heath, der ihn 1953 zum Satzführer der Posaunisten beförderte. Mit Heath tourte auch mehrere Male in Nordamerika, wo er Unterricht bei Dick Nash und Will Bradley nahm; bei ihm blieb er bis 1961. Dann arbeitete er für Jack Parnell, bis er Anfang der 1970er Jahre seine Don Lusher Big Band mehrere Jahrzehnte leitete und parallel dazu ab 1975 die Band von Ted Heath. Auch begleitete er als Studiomusiker und auf Tourneen Sänger wie Ella Fitzgerald und Frank Sinatra. 1975 interpretierte er erstmals Gordon Langfords Rhapsody for Trombone in der Londoner Royal Albert Hall. Daneben wirkte er auch in der Manhattan Sound Big Band, mit Alexis Korner bei C.C.S. und gründete mit Kenny Baker die Tournee-Show Best of British Jazz. Die BBC widmete ihm 1979 die Sendung The Musical World of Don Lusher mit seiner eigenen Bigband und Nelson Riddle. 1990 präsentierte er Scott Stromans Concertino for Trombone, Strings and Percussion in der Kathedrale von Lichfield. Auch trat er als Gaststar mit dem Orchester von John Dankworth auf.
Lusher wurde als Professor für Bigband ans Royal College of Music berufen. 1997 wurde er Professor für Posaune an der Royal Marines School of Music in Portsmouth; 2004 wurde er emeritiert.

## Preise und Auszeichnungen
Während der 1950er Jahre siegte Lusher  mehrfach in den Polls von Melody Maker und New Musical Express als „britischer Spitzenposaunist“. 1976 war er der „Musiker des Jahres“ der BBC Jazz Society. 1993 erhielt er den Status Freeman der City of London zugesprochen; 2002 wurde er für seine Verdienste um die Musik mit dem OBE im Offiziersrang ausgezeichnet. 2005 wurde ihm die Ehrendoktorwürde der University of Portsmouth verliehen.

## Diskographische Hinweise
- The Don Lusher Collection (1976)
- British Jazz Legends Together (mit Kenny Ball, Acker Bilk, John Chilton, John Dankworth, Humphrey Lyttelton, George Melly; Decca 2001)